# Fatiha Boudiaf
Fatiha Boudiaf (Orà, Algèria, 1944) és una defensora dels drets de les dones i pacifista algeriana.
Amb el seu espòs, Muhammad Boudiaf, veterà de la guerra d'independència d'Algeria, van viure de 1964 a 1992 en exili a Kenitra al Marroc. Muhammad, anomenat president, va ser convidat pels militars a conduir la transició. El seu mandat fou curt: el 29 de juny de 1992 un radical islàmic el va assassinar, segons la versió oficial. Des d'aquell moment, Fatiha denuncià la investigació oficial de la mort del seu marit, convençuda que no va ser obra d'un fanàtic religiós sinó que formava part d'un estratagema polític organitzat. En fer-se gran s'ha retirada a poc a poc de l'activisme i el seu fill Nacer continua la lluita per aclarir aquest episodi fosc en la història del país.
En memòria del seu marit creà la Fundació Boudiaf per a la promoció de la pau i l'ajuda a les vídues algerianes. Amb el temps aquesta fundació ha assolit una gran autoritat moral i és activa al camp cultural, científic i social.
El 1998 fou guardonada amb el Premi Príncep d'Astúries de Cooperació Internacional, juntament amb Rigoberta Menchú, Fatana Ishaq Gailani, Somaly Mam, Emma Bonino, Graça Machel i Olayinka Koso-Thomas «pel seu treball, per separat, en defensa i dignificació de les dones».